# Nicholas Nagy-Talavera
Nicholas Nagy-Talavera (Budapest, 1º febbraio 1929 – Chico, 23 gennaio 2000) è stato uno storico ungherese.

## Biografia
Nacque in una benestante famiglia di origine ebraico-sefardita e passò gli anni dell'infanzia a Oradea, sul confine tra Romania e Ungheria. Nel 1944 venne arrestato dalle autorità ungheresi e consegnato ai tedeschi che lo deportarono nel campo di concentramento di Auschwitz, dove incontrò il famigerato dottor Josef Mengele. Sopravvissuto ad Auschwitz, nel 1945 tornò a Budapest e scoprì che tutti i suoi familiari erano scampati alla deportazione, grazie all'aiuto di amici cristiani.
Nel 1948 si iscrisse all'Università di Vienna. A causa della sua attività di dissidente antisovietico fu seguito dallo SMERSH, il servizio di controspionaggio dell'Armata Rossa. Arrestato e condannato per spionaggio a 25 anni di lavori forzati, passò 7 anni nei gulag sovietici. Venne rilasciato nel 1955, e nel 1956 partecipò alla Rivoluzione Ungherese. Quando questa venne repressa nel sangue, Nagy-Talavera si rifugiò a Vienna, prima di dirigersi negli USA. 
Stabilitosi in America, ne acquisì la cittadinanza e insegnò Storia dell'Europa dell'Est e della Russia dal 1967 al 1991 presso la California State University di Chico. Fu autore, tra gli altri, di articoli e libri su Nicolae Iorga e la Guardia di Ferro di Corneliu Zelea Codreanu (che da piccolo incontrò, rimanendone fortemente colpito).

## Opere
- The Green Shirts and the Others: A History of Fascism in Hungary and Rumania, Hoover Institution Press, 1970
- Nicolae Iorga: A Biography, Center for Romanian Studies, 1998